# Estadio Municipal de Codegua
El Estadio Municipal de Codegua es un estadio ubicado en la ciudad de Codegua, Región del Libertador General Bernardo O'Higgins, Chile, su capacidad es para 3000 espectadores y su propietario es la Ilustre Municipalidad de Codegua.

## Construcción de su piscina
En diciembre del 2009 con la disputa del Torneo Nacional Sub-17 de Futbol, se hicieron mejoras en las tribunas del estadio además el estadio tuvo la construcción de su piscina .

## Usos e infraestructura
Con el permiso de la Ilustre Municipalidad de Codegua, el estadio tiene uso para escuelas de futbol o grupos. También en la Infraestructura, el estadio tiene 2 gradas, una remodelada con sitio moderno, el estadio tiene una cancha de Futsal pero sin techo, una Piscina, una pantalla de Madera en desuso y un patio techado, además cuenta con estacionamiento.